# Замок Дандрам

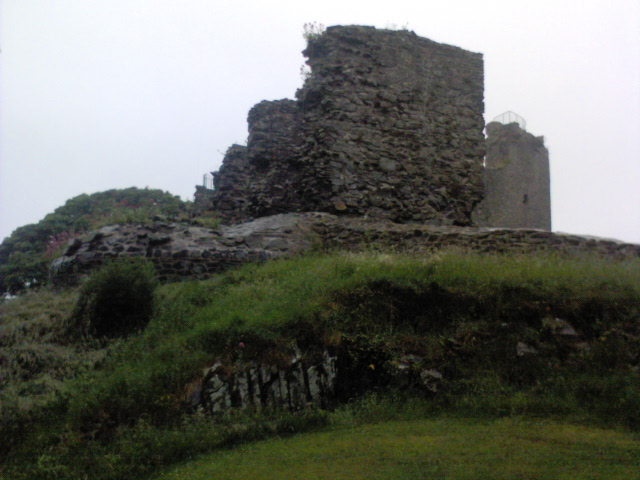
Замок Дандрам.

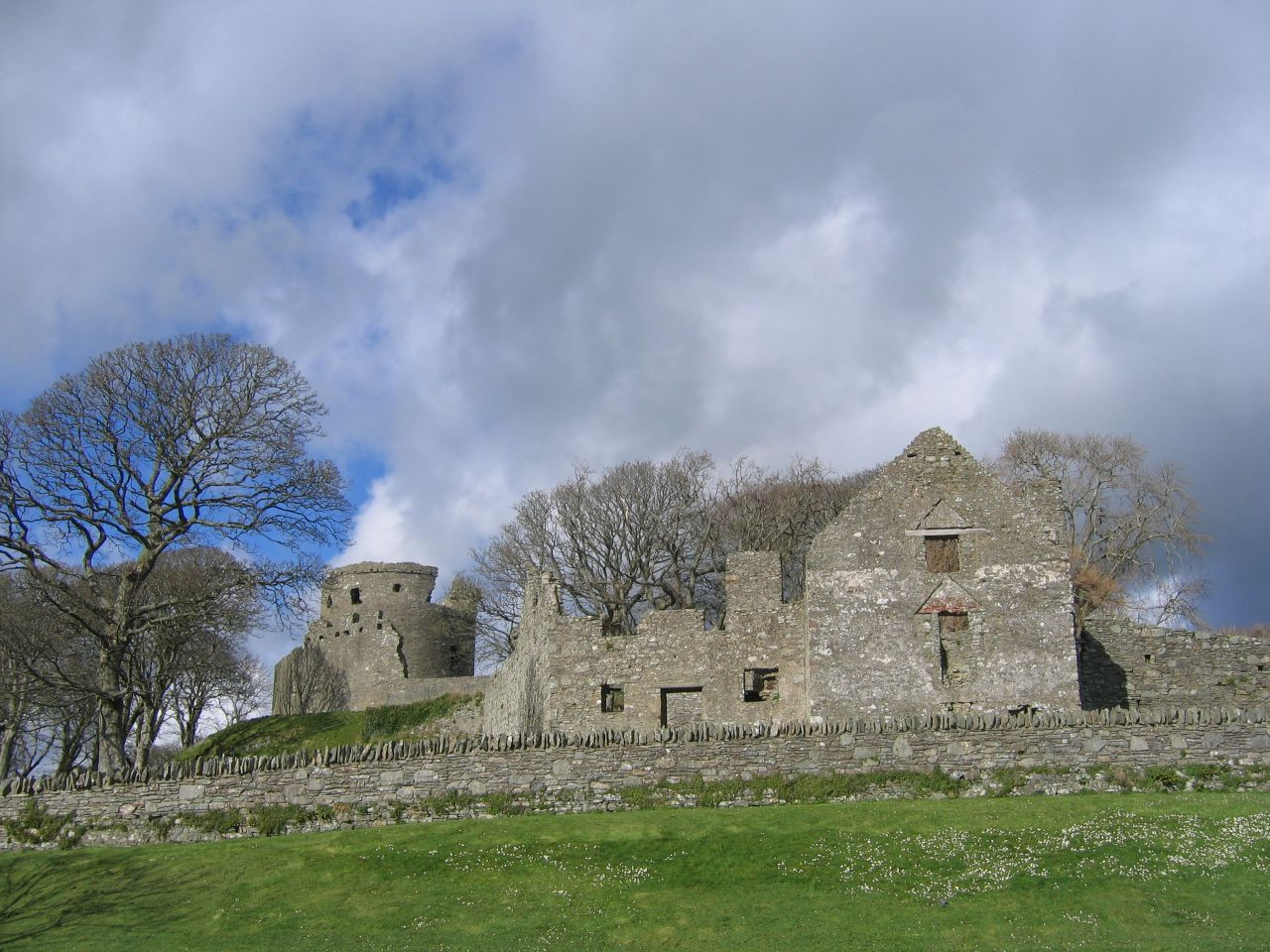
Замок Дандрам.

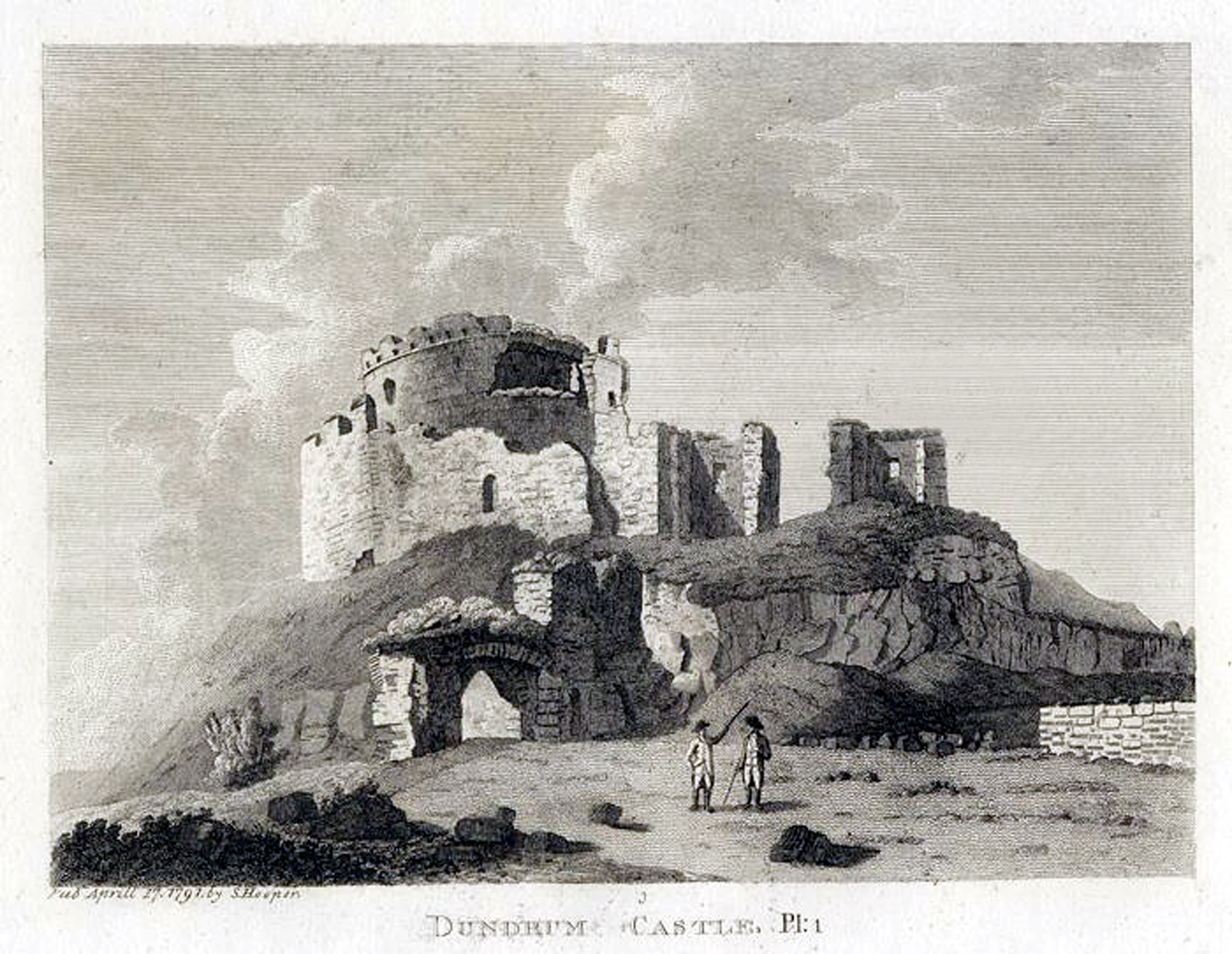
Замок Дандрам у 1791 році.

Замок Дандрам (англ. Dundrum Castle) — один із замків Ірландії, розташований у графстві Даун, Північна Ірландія. Інші замки з такою ж назвою є в графстві Дублін та в графстві Тіпперері.
Замок Дандрам у графстві Даун був побудований Джоном де Курсі на початку ХІІІ століття, після його вторгнення в Ольстер. Замок був побудований для захисту володінь Джона де Курсі, захисту земель Лекейл із заходу і півдня. Замок стоїть на вершині скелястого пагорба, з нього відкривається прекрасний вигляд на південь на затоку Дандрам та гори Морн, на землі на захід від гір Слів Круб і на рівнину Лекайл. Замок є пам'яткою історії та архітектури і охороняється законом. Нині замок лежить в руїнах.

## Історія замку Дандрам
У 1203 році феодал Джон де Курсі був вигнаний з Ольстера феодалом Х'ю де Лейсі. Найперша згадка про замок Дандрам в історичних документах датується серединою ХІІІ століття. Замок Дандрам згадується в «Хроніках Манна», де описані невдалі спроби Де Курсі взяти штурмом замок Рах у 1205 році за допомогою 100 кораблів свого родича — Рогнвальда Гудродарсона (норв. — Rǫgnvaldr Guðrøðarson) — короля островів.
Замок був захоплений королем Джоном Безземельним у 1210 році. Феодал Х'ю де Лейсі зміцнив замок, добудував масивну круглу вежу, використав валлійських майстрів-каменярів. Замок був суттєво перебудований в XV столітті, у тому числі і кругла башта. Гвинтові сходи, димар, камін, свідчать про те, що початково кругла вежа мала як мінімум 3 поверхи. У підвалі була цистерна для зберігання води. У замку були приватні палати для життя господаря замку. Замок лишався власністю корони Англії, доки Де Лейсі було не повернуто титул графа в 1226 році. Після цього настав другий термін перебування Де Лейсі графом Ольстера (1227—1243). У цей час була побудована додаткова башта, схожа на башту замку Пемброк, для захисту замку з південного заходу.
Зовнішня кам'яна стіна замку Дандрам, швидше за все, була побудована родиною Мадженніс Морн, яка захопила замок Дандрам наприкінці XV століття. Граф Кілдер захопив замок в 1517 році. Потім замком володів лорд Грей з 1538 року. У цей період він називався замок Мадженніс. Фелім Мадженніс пізніше передав замок лорду Маунтджой у 1601 році. У 1605 році замок був проданий серу Френсісу Бланделлу. У 1636 році родина Мадженніс повернула собі замок Дандрам. У 1642 році замок захопили війська Олівера Кромвеля. У 1652 році гарнізон Кромвеля залишив замок і частково зруйнував його.
У 1660 році замок захопили феодали Бланделл і побудували на території замку L-подібний особняк у південно-західному куті зовнішньої стіни замку. Це житло було зруйновано, коли замок потрапив до рук ІІ маркіза Дауншир на початку ХІХ століття. Дерева на пагорбі були посаджені ним же. VII маркіз Дауншир передав замок під опіку держави в 1954 році.
Замок є цікавим зразком норманської архітектури, є постійним місцем для екскурсій туристів і школярів. Замок показували в археологічній телевізійній програмі «Тайм Тім» у 2013 році.